# Sematophyllum sphaeropyxis
Sematophyllum sphaeropyxis är en bladmossart som beskrevs av Brotherus 1925. Sematophyllum sphaeropyxis ingår i släktet Sematophyllum och familjen Sematophyllaceae. Inga underarter finns listade i Catalogue of Life.